# Cimetière juif de Marioupol
Le cimetière juif de Marioupol, dans la ville ukrainienne de  Marioupol, a été fondé en 1832. Les derniers enterrements ont eu lieu en 1970.

## Historique
Pendant toute la période où le cimetière a été en fonction, soit de 1832 à 1970, 4 000 personnes y ont été enterrées, y compris des rabbins renommés. Le cimetière juif de  Marioupol reste un monument historique,,.